# Choral-Synagoge (Charkiw)

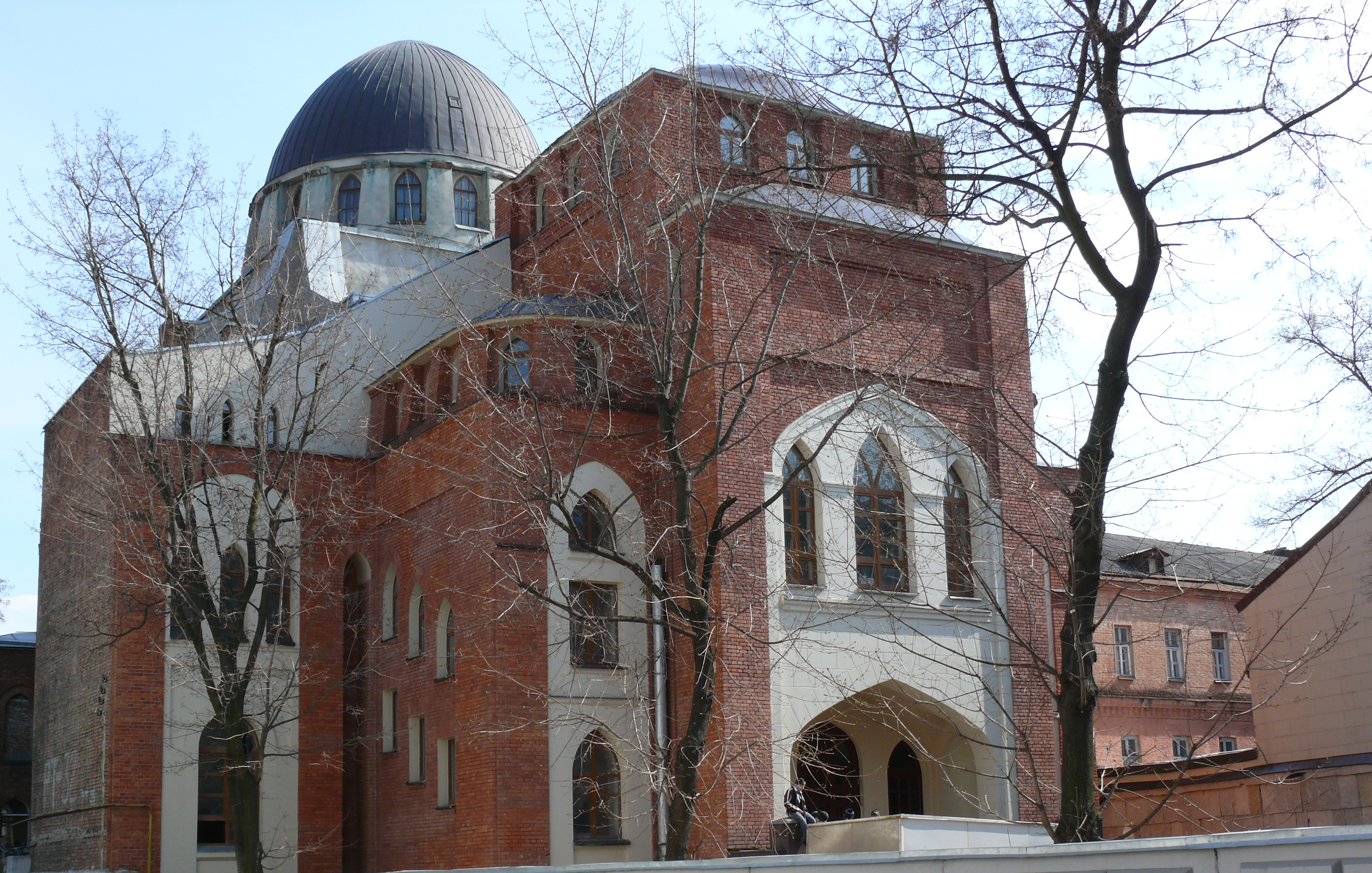
Choral-Synagoge Charkiw

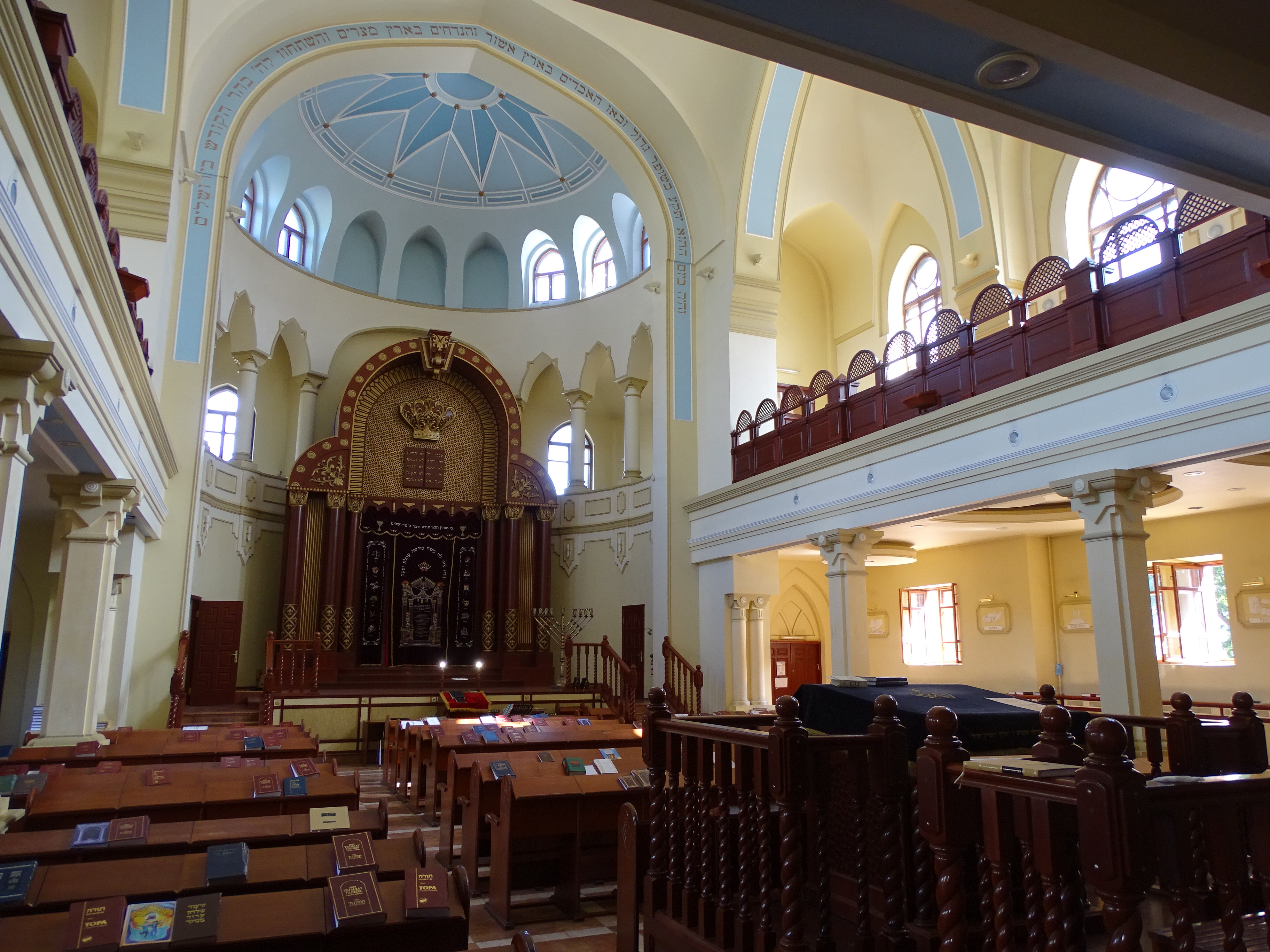
Innenansicht

Die Choral-Synagoge (ukrainisch Хоральна синагога «Бейт Менахем» Choralna synagoga „Beit Menachem“) in der ukrainischen Stadt Charkiw ist die größte Synagoge in der Ukraine.

## Geschichte
Die Synagoge wurde zwischen 1909 und 1913 nach Plänen von J. G. Gewirtz, V. A. Feldman und M. F. Piskunov erbaut. Nach der Oktoberrevolution wurde sie 1923 als Synagoge geschlossen und als jüdischer Arbeiterklub, Kino und Sportklub genutzt.
Während der deutschen Besatzung und der schweren Gefechte um Charkiw im Zweiten Weltkrieg blieb die Synagoge unbeschadet.
Nach dem Zerfall der Sowjetunion und der Unabhängigkeit der Ukraine wurde sie an jüdische Organisationen zurückgegeben.
Im Jahr 1998 wurde die Synagoge durch ein Feuer beschädigt. Danach wurde sie renoviert; diese Arbeiten wurden 2003 abgeschlossen. Dabei wurden auch andere Nutzungen in der Synagoge untergebracht, darunter eine Bibliothek, ein Hochzeitszimmer und ein Fitnessraum. Die Synagoge wird von Chabad betrieben.
Während der Schlacht um Charkiw beschossen russische und prorussische Angreifer die Stadt. Durch die Explosionswelle einer Rakete, die am 9. März 2022 in der Nähe einschlug, wurden Fenster der Synagoge sowie Teile der Fassade beschädigt.

## Baubeschreibung
Die Synagoge gehört zu den Bauten des Historismus und vermischt Elemente von Neugotik und der orientalisierenden Architektur, so dass sie am ehesten eklektizistisch genannt werden kann. Die Grundfläche soll mehr als 2000 m² betragen, so dass in der Andachtshalle zirka 1000 Menschen Platz finden. Diese Angaben – und die Einordnung als zweitgrößte Synagoge Europas nach der Großen Synagoge in Budapest – sind aber umstritten. Die Kuppelhöhe beträgt 42 Meter.